# Das schwarz-weiß-rote Himmelbett
Das schwarz-weiß-rote Himmelbett ist eine Filmkomödie aus dem Jahre 1962 mit Martin Held und Thomas Fritsch. Regie führte Rolf Thiele.

## Handlung
Deutschland, kurz vor 1914. Der 17-jährige Unterprimaner Jean de Wehrt ist ein echtes Schlitzohr. Der Sohn des rheinischen Gerichtspräsidenten Friedrich de Wehrt denkt gar nicht daran, dem Ernst des Lebens zu gehorchen, sondern will viel lieber auf absehbare Zeit in die weite Welt hinausziehen und das Leben in vollen Zügen genießen. So folgt er den Verlockungen der Großstadt und führt fortan das muntere Leben eines jugendlichen Bonvivants, dessen Welt die Theaterlogen und Großbürgerboudoirs sind. Nach einer Vorstellung lernt er die verführerische Schauspielerin Germaine kennen, die ihn alsbald in die hohe Kunst der Liebe einführt. Jeans Tante Arabelle, die sich an ihre eigene Jugend nur zu gut erinnert, hat dafür Verständnis, dass sich der Junge erst einmal die Hörner abstoßen will, und gibt ihm das nötige Kleingeld, um seine Affäre auszuleben.
Jeans weitere Familie ist jedoch nicht gerade begeistert, als sie vom lockeren Lebenswandel des Juniors erfährt. So beschließt der Familienvorstand, die Zügel anzuziehen und den Jungen auf ein sehr viel sittenstrengeres Gymnasium einer Kleinstadt zu verbannen, wo sich die „sündigen“ Verlockungen in Grenzen halten. Dort soll er sich unter der Obhut der gestrengen Frau Mertens ganz den schulischen Leistungen widmen. Doch eines Tages begegnet Jean der hübschen Französin Gertrude Forrestier, in die er sich Hals über Kopf verliebt.
Als das Liebespaar beim vertrauten Tête-à-tête ertappt wird, fliegt Jean hochkant auch aus dieser Schule. Um ihn endlich zur Raison zu bringen, wird entschieden, dem ‘Lotterbuben’ beim Barras die Flausen endgültig auszutreiben. Und so landet Jean de Wehrt als Fahnenjunker beim preußischen Militär. Doch Tante Arabelle tut das Ihre, um das junge Glück von Jean und Gertrude zu retten und bietet den beiden ein kuscheliges Liebesnest. Da bricht der Erste Weltkrieg aus…

## Produktion
Der Film wurde vom 5. Juli bis 15. August 1962 in den Bavaria-Studios von Geiselgasteig gedreht. Die Uraufführung erfolgte am 22. November 1962 in München. Die Fernseherstausstrahlung fand am 20. April 1970 im ZDF statt.
Die Vorlage zu diesem Film lieferte der Roman Cancan und großer Zapfenstreich von Hans Rudolf Berndorff, der im Film auch einen Gastauftritt als Polizist hatte.
Der Titel spielt auf die Nationalfarben des deutschen Kaiserreichs, Schwarz-Weiß-Rot, an.
Die umfangreichen Belle-Époque-Kulissen entwarf Max Mellin, die Kostüme stammen aus der Hand Ina Steins. Walter Rühland zeichnete für den Ton verantwortlich.
Der Film erhielt 1962 den Bambi, 1963 ging der Ernst-Lubitsch-Preis an den Hauptdarsteller Thomas Fritsch. Für Marie Versini war Das schwarz-weiß-rote Himmelbett ihr deutsches Filmdebüt.

## Kritik
Das große Personenlexikon des Films schrieb in der Biografie des Regisseurs: Thiele „versuchte dem Wilhelminismus in „Das schwarz-weiß-rote Himmelbett“ eine gewisse Schlüpfrigkeit abzugewinnen.“
Das Lexikon des Internationalen Films urteilte über Das schwarz-weiß-rote Himmelbett: „Bis in die Chargenrollen hervorragend besetzt, nicht ohne überraschende Gags der Regie, im Stilganzen aber treudeutsch schwer.“
Der Onlineauftritt von Cinema befand: „Etwas angestaubt, aber pikant charmant.“
Der Evangelische Film-Beobachter beurteilte den Film als „kurzweilig und satirisch aufgezogen, jedoch letzten Endes dem üblichen Klamottenstil erliegend.“